# توماس رياردون
توماس «تي أر» رياردون (ولد عام 1969) عالم أعصاب حسابي أمريكي، الرئيس التنفيذي والمؤسس المشارك لمعامل سي تي ار إل (شركة كوغنيسنت سابقا). عمل في السابق مبرمج كمبيوتر ومطور في شركة مايكروسوفت. يرجع له الفضل في إنشاء متصفح الويب الخاص بشركة ميكروسوفت، إنترنت إكسبلورر، الذي تم إيقافه حاليا، ولكنه كان المتصفح الأكثر إستخداما في العالم في الفترة ما بين عام 2002-2003.

## السيرة الذاتية

### النشأة والمهنية
ولد رياردون في نيوهامبشير، نيو إنغلاند، الولايات المتحدة الأمريكية لعائلة ذات خلفية إيرلندية كاثوليكية. له 18 شقيق. تم وصفه بأنه «معجزة الرياضيات والكمبيوتر» حيث درس مادتي الرياضيات وعلوم الحاسب المتقدمة من معهد ماساتشوستس للتكنولوجيا أثناء وجوده في المدرسة الثانوية. بعد تخرجه من المدرسة الثانوية، إنتقل للعيش في ولاية كارولينا الشمالية لإنشاء شركة برمجيات. أثناء ذلك، قابل بيل جيتس وإنضم إلى فريق العمل في شركة مايكروسوفت كمدير على مشروعي برمجة ويندوز 95 وويندوز 98.
في مرحلة ما، شكل رياردون فريق لتطوير إنترنت إكسبلورر من المبرمجين العاملين في شركة مايكروسوفت. قام رياردون بتطوير والإشراف على انطلاق متصفح إنترنت إكسبلورر 3 في عام 1996، توصل إلى فكرة ربط المتصفح مع نظام تشغيل الويندوز، فعند تثبيت أي نظام تشغيل يتم تثبيت المتصفح تلقائيا. يعتبر متصفح إنترنت إكسبلورر 3 هو أول تنافس صريح من إكسبلورر لشركة نتسكيب نافيجيتور، والذي كان آنذاك هو المتصفح الأكثر شعبية. تحت قيادة رياردون، تجاوز إنترنت إكسبلورر متصفح نتسكيب نافيجيتور ليصبح هو المتصفح الأكثر شعبية في أواخر عقد التسعينات وأوائل القرن الجديد، تمت تسمية هذا النزاع بحرب المتصفح الأول. يعتبر واحد من مؤسسي رابطة الشبكة العالمية (W3C) وهو واحد ممن وضعوا معايير استخدام الإنترنت التي مازالت مستخدمه حتى الآن. كما يعتبر من أوائل المدافعين ومؤسسي لغة إكس إم إل، سي إس إس وإتش تي إم إل.
في عام 2001، تورطت شركة مايكروسوفت في قضية خرق قوانين مكافحة الإحتكار رفعتها عليها حكومة الولايات المتحدة ضد كل من مايكروسوفت ونتسكيب. أعرب رياردون عن خيبه أمله في مايكروسوفت بعد تلك القضية وأعلن عن نيته بمغادرة الشركة ليبدأ في تأسيس شركة للشبكات اللاسلكية اسمها أفوغادرو. إنضم بعد ذلك إلى طاقم عمل شركة أوبين ويف "Openwave"، شركة برمجيات للهواتف المحمولة، في منصب المدير العام ثم نائب رئيس الشركة، ليصل بعد ذلك إلى منصب مدير التكنولوجيا التنفيذي الذي استمر فيه حتى عام 2004.
ظهرت إمكانيات رياردون في التكنولوجيا أثناء عمله على تطوير أول متصفح لأجهزة المحمول. في عام 2003، إختار معهد ماساتشوستس للتكنولوجيا "MIT" رياردون في قائمتها «أفضل 35 مخترع تحت سن 35»، قائمة سنوية تضم أفضل المبتكرين المؤثرين في العالم. في عام 2012، ألقى رياردون خطاب في حفلة تخرج دفعة جديدة من جامعة كولومبيا.

### التعليم
في عام 2004، غادر رياردون مجلس إدارة شركة أوبن ويف وصناعة التكنولوجيا لدراسة الكلاسيكية في كلية جامعة كولومبيا للدراسات العامة. صرح في إحدى المرات أن للفيزيائي الكبير فريمان دايسون فضل كبير عليه في «توسيع مداركي عن العالم» حيث قال:
«شعرت أثناء إحدى محادثاتي مع الدكتور فريمان دايسون برغبة هائلة في توسيع وجهة نظري العالمية. حيث أدهشني أن عالم كبير في الفيزياء يمتلك هذا القدر من المعرفة في الأمور الكلاسيكية مما دفعني إلى توسيع فترة تفرغي من 6 أشهر فقط في عام 2004 إلى 4 سنوات لدراسة الكلاسيكية كلية جامعة كولومبيا للدراسات العامة».
في عام 2008، تخرج رياردون بعد حصوله على درجة بكالريوس في الأدب واللغات الكلاسيكية، كما نجح في الحصول على الماجستير في علوم الأعصاب من جامعة ديوك في عام 2010. حصل أيضا على درجة الدكتوراه في علوم الأعصاب والسلوك من جامعة كولومبيا في عام 2016، التي عمل فيها مع توماس جيسيل وأتيلا لوسونسي.

## المنشورات
- Reardon، Thomas؛ Murray، Andrew؛ Turi، Gergely؛ Wirblick، Christopher؛ Croce، Katherine؛ Schnell، Matthias؛ Jessell، Thomas؛ Losonczy، Attila (17 فبراير 2016). "Rabies Virus CVS-N2cΔG Strain Enhances Retrograde Synaptic Transfer and Neuronal Viability". Neuron. ج. 89 ع. 4: 711–724. DOI:10.1016/j.neuron.2016.01.004. مؤرشف من الأصل في 2019-12-15. اطلع عليه بتاريخ 2016-04-11.

## وصلات خارجية
- دويتشه فيله، حرب المتصفحات تشتعل من جديد
- نبذة عن حياة توماس رياردون- على اليوتيوب